# The Plan of Escape
The Plan of Escape – ostatni, czwarty album grupy muzycznej Guess Why wydany nakładem Metal Mind Productions.

## Lista utworów
1. „Blind Belief” – 3:20
2. „Someone” – 4:11
3. „Much More” – 3:47
4. „Your Eyes” – 4:54
5. „Clearance” – 4:07
6. „A Question” – 5:22
7. „Weak” – 3:59
8. „April” – 5:25
9. „Needless Quest” – 3:28
10. „Self-destructor” – 4:06
11. „Compulsion” – 6:44

## Twórcy
- Przemysław "Perła" Wejmann – wokal, gitara, teksty
- Paweł "Paulus" Czubek – gitara basowa
- Piotr "Piciu" Przybylski – klawisze, chórki
- Roman "Kostek" Kostrzewski – perkusja
- Jackek Miłaszewski – miksowanie